# Henry Taube
Henry Taube (Neudorf, Canadà, 1915 - Palo Alto, EUA, 2005) fou un químic estatunidenc, d'origen canadenc, guardonat amb el Premi Nobel de Química l'any 1983.

## Biografia
Va néixer el 30 de novembre de 1915 a la ciutat de Neudorf, població situada a la província canadenca de Saskatchewan. Va estudiar química a la Universitat de Saskatchewan, on es va graduar el 1935. Posteriorment va realitzar el doctorat a la Universitat de Berkeley l'any 1940. El 1942 va aconseguir la ciutadania nord-americana, i a partir d'aquell moment es dedicà a la docència a les universitats de Cornell, Chicago i Stanford.
Taube morí el 16 de novembre de 2005 a la seva residència de Palo Alto, situada a l'estat nord-americà de Califòrnia.

## Recerca científica
A partir de la dècada del 1950 inicià la seva recerca al voltant dels complexos metàl·lics observant el seu comportament en l'intercanvi de neutrons, especialment en els processos electroquímics d'oxidació i reducció. L'any 1983 fou guardonat amb el Premi Nobel de Química «pel seu treball sobre els mecanismes de reacció amb intercanvi d'electrons, especialment en els complexos metàl·lics».